# Pierre Daumesnil
Pierre Yriex Daumesnil, detto "la Jambe de bois", "gamba di legno" (Périgueux, 14 luglio 1776 – 17 agosto 1832), è stato un generale francese del Primo Impero e della Restaurazione.
Volontario durante la Rivoluzione, servì inizialmente come soldato semplice nelle campagne d'Italia e d'Egitto e passò nelle guide di Napoleone Bonaparte, chef d'escadron della Guardia imperiale nel 1808, poco dopo divenne maggiore.
Ebbe una gamba asportata da un colpo di cannone a Wagram. Nel 1812 fu elevato al grado di generale di brigata e ricevette dall'Imperatore l'incarico di governatore del castello di Vincennes.
Divenne governatore di Condé durante la Restaurazione, ed una seconda volta governatore di Vincennes durante i Cento Giorni.

## La difesa del castello di Vincennes
Governatore di Vincennes durante l'invasione del 1814, mentre la capitale era stata occupata dalle truppe della Sesta coalizione, dopo diverse settimane Daumesnil resisteva ancora. Difese la propria posizione con grande tenacia: agli inviti alla resa rispose: «Voi datemi la mia gamba e io vi darò Vincennes».
Nel 1815 Daumesnil aveva ancora il comando di Vincennes. Benché la pace fosse stata sancita dal Congresso di Vienna, le forze di occupazione prussiane volevano saccheggiare le piazzeforti e gli arsenali francesi dietro il pretesto della compensazione delle conquiste napoleoniche.
L'arsenale di Vincennes racchiudeva una considerevole quantità di materiali: oltre 52.000 fucili nuovi, oltre 100 pezzi d'artiglieria, diverse tonnellate di polvere da sparo, granate, cartucce e munizioni varie.
Il generale barone von Müffling, governatore prussiano di Parigi, tentò con tutti i mezzi di convincimento - compresa la corruzione - di entrare nel castello; Daumesnil riuscì a far pervenire al ministro della Guerra, il duca di Feltre, un biglietto in cui sollecitava l'aiuto del re. Il generale de Rochechouart, comandante della piazza di Parigi, fu inviato in soccorso. Il resoconto di quest'ultimo testimonia lo straordinario coraggio del generale Daumesnil, che resistette con meno di duecento uomini.

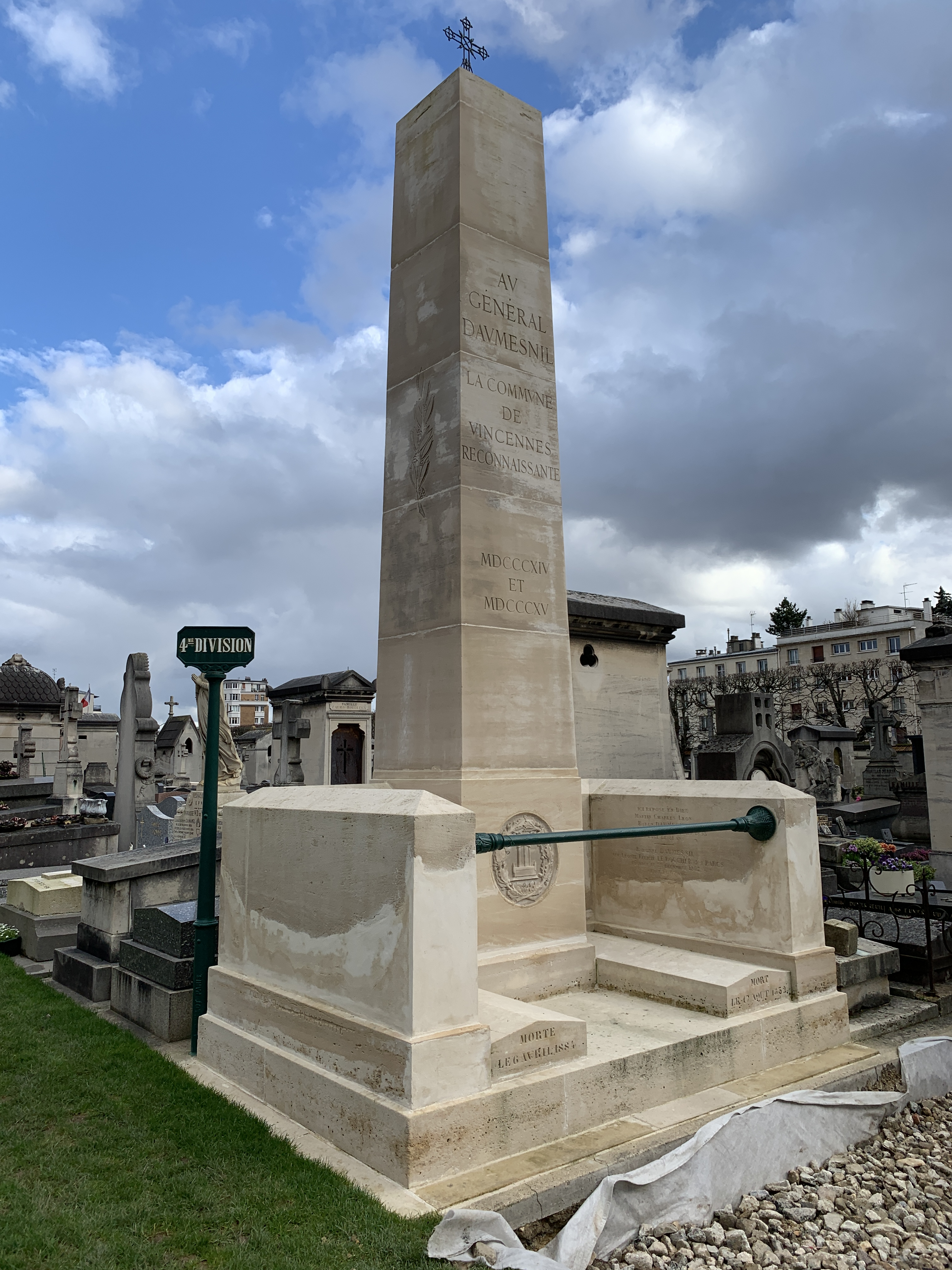
Tomba.

Cinque mesi dopo Daumesnil dovette cedere per ordine dei Borbone, ed uscì dalla fortezza inalberando la bandiera tricolore.
Fu cionondimeno collocato a riposo da Luigi XVIII. Nel 1830 fu reintegrato nel comando, nel 1831 difese i ministri di Carlo X affidati alla sua custodia, che il popolo voleva mettere a morte.
Fu quindi nominato tenente generale, ma morì di colera il 15 agosto 1832. Le Camere accordarono una pensione alla vedova.